# Condado de Tippah
O Condado de Tippah é um dos 82 condados do estado norte-americano do Mississippi. A sede de condado é Ripley que é também a sua maior cidade.
O condado tem uma área de 1191 km² (dos quais 5 km² estão cobertos por água), uma população de 20 826 habitantes, e uma densidade populacional de 18 hab/km² (segundo o censo nacional de 2000). O condado foi fundado em 1836 e recebeu o seu nome a partir da palavra dos índios Chickasaw que significa "cortar".